# Phillips Idowu
Phillips Olaosebikan Idowu (London, 1978. december 30. –) világbajnok brit atléta.

## Pályafutása
A 2008-as pekingi olimpián a hármasugrás döntőjében mindössze öt centiméterrel maradt alul a portugál Nelson Évorával szemben és lett ezüstérmes.
A 2009-es berlini világbajnokságon, 17,73 méterrel megdöntötte egyéni legnagyobb szabadtéri rekordját, mely az aranyérmet jelentette a szám döntőjében. Phillips ezentúl két érmet jegyez a Nemzetközösségi Játékokról, valamint egyszeres aranyérmes a fedett pályás világbajnokságon.

## Egyéni legjobbjai
Szabadtér
- 100 méter – 10,60
- Távolugrás – 7,56
- Hármasugrás – 17,73

Fedett
- 60 méter – 6,81
- Hármasugrás – 17,75